# St. Nikolai (Kulmbach)

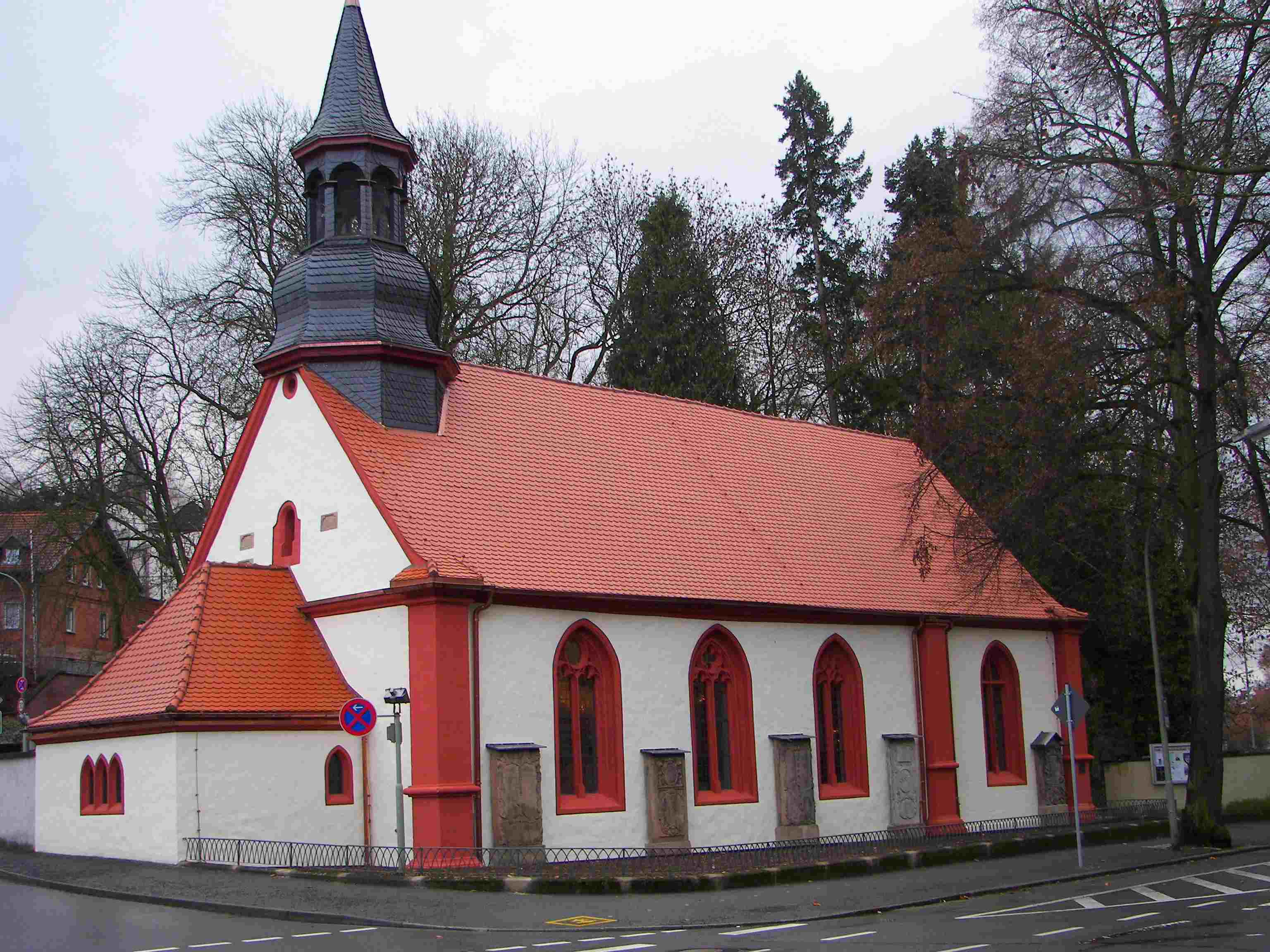
St. Nikolai (Kulmbach)

Die evangelische St. Nikolai steht am Rande des alten Kirchfriedhofs, heute einem Park von Kulmbach, einer Großen Kreisstadt im oberfränkischen Landkreis Kulmbach in Bayern. Die ehemalige Friedhofskapelle, ein denkmalgeschütztes Bauwerk, wurde im 16. Jahrhundert errichtet. Die Kirche gehört zum Dekanat Kulmbach im Kirchenkreis Bayreuth der Evangelisch-Lutherischen Kirche in Bayern.

## Beschreibung
Die Saalkirche wurde 1573–76 über dem älteren Kern eines Vorgängerbaus errichtet und 1666/67 auf vier Fensterachsen verlängert. Aus dem Satteldach des Langhauses, das einen eingezogenen Chor hat, erhebt sich im Osten eine schiefergedeckte Welsche Haube. 
Der Innenraum des Langhauses ist mit einer Holzbalkendecke auf Unterzügen überspannt. In ihm haben sich um 1580 entstandene Wandmalereien erhalten. Der Altar und die Kanzel stammen von Johann Brenck. Das Altarretabel hat Michael Conrad Hirt geschaffen.
Eine umfangreiche Renovierung fand 2008 statt.